# Дойчин Христов
Дойчин Христов Тодоров е български революционер, охридски селски войвода на Вътрешната македоно-одринска революционна организация.

## Биография
Дойчин Христов е роден в стружкото село Присовяни, тогава в Османската империя. По занаят е строител. От април 1902 година е четник в четата на Никола Русински, заедно с братята си Цветко Христов и Тасе Христов - също революционери от ВМОРО. По-късно става четник в обособената чета на брат си Тасе, а през Илинденско-Преображенското въстание през лятото на 1903 година ръководи собствена чета в село Ържано. След Младотурската революция е арестуван и жестоко изтезаван при проведената през 1910 година обезоръжителна акция на младотурците.